# 마차부자리 엡실론
좌표:  05h 01m 58.132s, +43° 49′ 23.91″
마차부자리 엡실론(ε Aur)은 천구 북반구의 마차부자리 방향에 있는 다중성계이다. 엡실론은 독특한 식쌍성계로 분광형 F0의 초거성(알마즈로 불리는 천체)과 미지의 천체 주위에 둘린 먼지원반의 두 구성원으로 이루어져 있다. 미지의 천체는 B형 주계열성 두 개로 이루어진 쌍성계로 추정된다. 지구에서 이 항성계까지의 거리는 논란거리이지만 최근 연구에 따르면 대략 2000 광년으로 보인다.
독일 천문학자 요한 하인리히 프리치는 1821년 마차부자리 엡실론을 관측하면서 이 별이 변광성 성질을 보인다고 의심한 최초 인물이다. 이후 에두아르트 하이스와 프리드리히 빌헬름 아르겔란더는 프리치가 제기한 의문에 동조하였고 엡실론별에 관심을 보였다. 그러나 이 별을 본격적으로 정교하게 연구한 사람은 한스 루덴도르프였다. 루덴도르프는 연구를 통해 엡실론 계가 한쪽 별이 다른 쪽의 빛을 가리는 식변광성임을 밝혀냈다.
27년마다 마차부자리 엡실론의 겉보기등급은 2.92에서 3.83까지 어두워진다. 이렇게 어두워진 상태는 640~730 일 동안 지속된다. 이 식(蝕) 외에 엡실론 계는 대략 66일의 불규칙한 주기를 두고 겉보기등급에 미세한 진폭을 보인다.
마차부자리 엡실론의 구성원 중 식을 일으키는 쪽은 그 크기에 비해 빛을 별로 발산하지 않기 때문에 정체가 무엇인지에 대해 논쟁의 대상이 되어 왔다. 2008년 기준으로 가장 대중적으로 인정된 모형은 이 동반천체는 무겁고 불투명한 먼지원반에 둘러싸인 쌍성계라는 것이다. 이 천체가 거대하고 반투명한 항성이거나 블랙홀일 것이라는 가설도 나왔으나 이후 기각되었다.

## 명명법
마차부자리 엡실론(ε Aurigae)은 항성계를 바이어 명명법 방식으로 부른 이름이다. 플램스티드 명명법으로는 마차부자리 7로 표기한다. 엡실론은 여러 성표에 ADS 3605 A, CCDM J05020+4350A, WDS J05020+4349A 등으로 등재되어 있다.
옥스퍼드 학자 토마스 하이드가 1665년 울루그 베그의 성표를 번역하면서 이 별의 고유명칭을 '알마즈'로 기록했으며, 중세 페르시아 천문학자 자카리야 알-카즈위니는 이 별의 이름을 '알 안즈'로 알고 있었다. 리처드 힝클리 앨런은 상기 두 이름 모두 아랍어 اَلْمَاعَزْ ('알-마즈', 숫염소)에서 유래한 것이라고 주장했다. 참고로 아랍어 '알-마즈'는 같은 별자리에서 가장 밝은 별 카펠라가 '암염소' 의미를 지닌 것에 대응하는 명칭이다.
2016년 국제천문연맹 소속 항성명칭심의위원회(WGSN)는 항성들의 고유명칭을 표준화하여 목록으로 만들었다. 다중성계의 경우 구성원들의 식별기호(예를 들면 워싱턴 이중성성표가 부여한 기호)가 명시적으로 표기되지 않은 경우가 있는데 WGSN은 '알마즈' 명칭은 '항성계에서 겉보기 등급이 가장 높은 구성원에 부여되는 것으로 받아들여야 한다'라고 말했다. WGSN은 2017년 2월 1일 마차부자리 엡실론을 구성하는 항성들 중 가장 밝은 F형 초거성에 알마즈(Almaaz) 이름을 부여하였다. 현재 알마즈는 국제천문연맹 승인 항성명칭목록에 포함되어 있다.
동아시아 별자리에서 엡실론은 필수에서 주(柱, Zhù, 기둥)에 포함되어 있다. 주를 구성하는 항성은 마차부자리 엡실론, 제타, 에타, 웁실론, 누, 타우, 키, 마차부자리 26이다. 엡실론 하나만을 부르는 이름은 주일(柱一)로 '주 중 첫 번째 별'이라는 뜻이다.

## 관측 역사

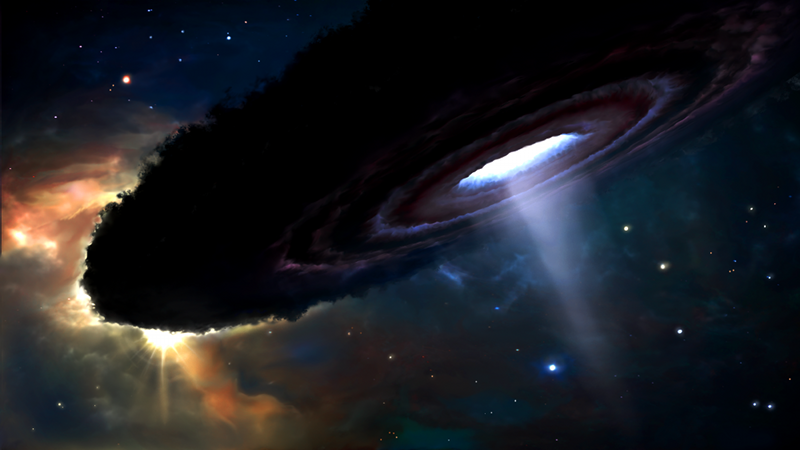
식 현상을 일으키는 마차부자리 엡실론 항성계.(천체 예술가의 상상도)

요한 프리치는 1821년 관측을 통해 엡실론이 변광성임을 처음으로 알아냈다. 독일 수학자 에두아르트 하이스와 프러시아 천문학자 프리드리히 빌헬름 아르겔란더는 1842년부터 1848년까지 매년 이 별을 연구했다. 하이스와 아르겔란더 모두 1847년까지 엡실론의 밝기가 크게 감소한 것을 관측자료를 통해 알아냈으며 그 시점에서 이 별은 두 사람의 집중 관측 대상에 올라갔다. 이후 엡실론은 두드러지게 밝아졌으며 9월에는 '원래 밝기'로 복귀하였다. 관측 자료가 누적되면서 알마즈는 긴 주기에 걸쳐 밝기가 약해지는 현상뿐 아니라 짧은 주기에 걸친 밝기 변동도 보여줌을 알아냈다. 이후 식(蝕) 현상은 1874년부터 1875년 사이에 일어났고 약 30년 후 1901년부터 1902년 사이에 또 발생하였다.
한스 루덴도르프는 엡실론을 심도있게 연구한 첫 번째 인물이다. 그는 1904년 《천문학 소식》(Astronomische Nachrichten)에 Untersuchungen über den Lichtwechsel von ε Aurigae (마차부자리 엡실론별의 밝기변화에 관한 연구) 기사를 기고했는데 이 글에서 루덴도르프는 엡실론의 성질을 알골형 변광성 및 식쌍성으로 정의했다.
1937년 천문학자 제러드 카이퍼, 오토 슈트루페, 벵트 스트룀그렌은 알마즈가 'F2 분광형의 초거성'과 이를 완전히 가리는 '극도로 차가운 반투명 항성'으로 이루어져 있다는 가설을 제기했다.
1961년 이탈리아 천체물리학자 마르게리타 해크는 1955년 ~ 1957년에 걸친 식 현상을 관측한 뒤 짝별은 '껍질 모양의 물질에 둘러싸인 뜨거운 별'이며 이 '별 주변의 껍질'이 주인별의 빛을 가린다고 주장했다.
천문학자 수 슈 후앙은 1965년 출간한 논문에서 카이퍼-슈트루페-스트룀그렌 모형의 약점을 지적했으며 짝별은 거대한 원반 구조로 우리는 이 원반을 옆에서 바라보는 모양새라고 주장했다. 로버트 윌슨은 1971년 원반의 중심부에 구멍이 뚫린 것과 같은 구조가 있어서 이것이 식 중반부에 밝기가 갑자기 올라가는 현상의 원인이라고 주장했다. 2005년 원자외선분광탐사선(FUSE)이 자외선 영역에서 이 계를 관측했는데, 엡실론 계는 중성자별 쌍성계 컴퍼스자리 X-1이나 블랙홀 쌍성계 백조자리 X-1과 같은 종류의 에너지는 분출하고 있지 않았다. 즉 원반 중심부를 차지하는 천체는 중성자별이나 블랙홀이 아닐 확률이 높아졌다. 이에 대응하여 중심 천체가 B5 분광형의 항성일 것이라는 새로운 가설이 제기되었다.
마차부자리 엡실론 계의 가장 최근 식은 2009년부터 2011년까지 3년에 걸쳐 발생했는데 '국제 천문학의 해' 관측자들이 식현상 연구에 참여했다.

## 항성계의 정체

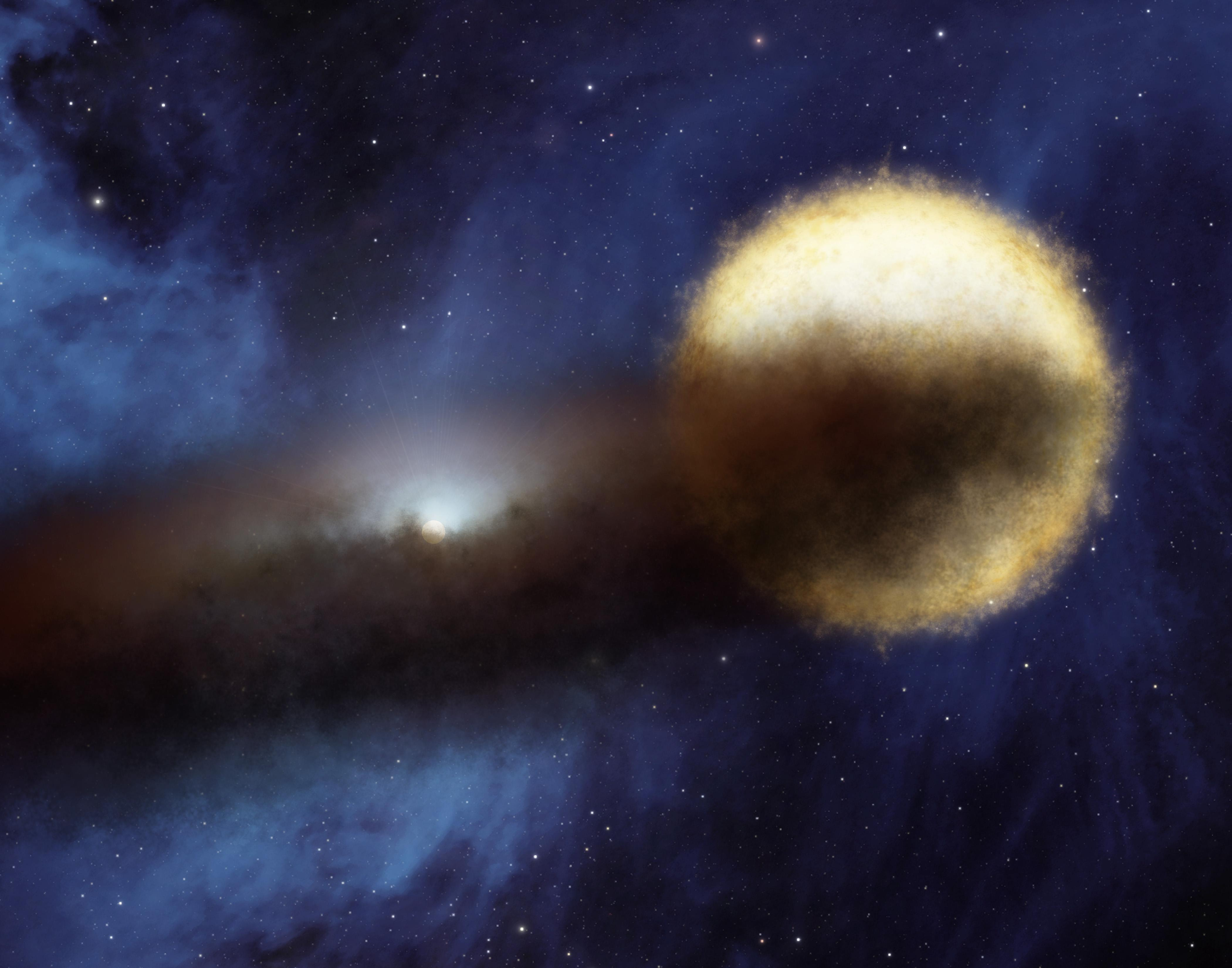
밝은 분광형 F 항성과 먼지원반에 둘러싸인 분광형 B의 짝별.(천체 예술가의 상상도)

마차부자리 엡실론 계가 정확히 어떠한 상태에 있는지는 불분명하다. 보통 알려져 있는 성질로는 첫째, 이 계는 구성원 둘로 이루어져 있고 둘째, 두 구성원은 27년에 한 번 식을 일으키는데 식의 지속시간이 매우 길다는 것이 있다. 과거 이 식의 원인으로 거대하고 반투명한 짝별, 블랙홀, 도넛 모양의 원반 등이 제기되었으나 모두 기각되었다. 현재 학계에서 인정되는 설은 크게 두 개인데, 첫째가 주인별을 태양질량의 15배 정도 되는 황백색초거성으로 잡는 '고질량 모형'이며, 둘째가 주인별의 질량은 태양의 2배 정도이고 대신 항성진화가 진척된 상태라고 가정하는 '저질량 모형'이다.
고질량 모형 및 그 변종 가설들은 이전부터 계속 인기 있었는데 그 이유는 주인별이 어느 모로 봐도 거대한 초거성이기 때문이다. 주인별은 뜨거운 F 또는 차가운 A 분광형에 광도분류로는 Ia 또는 Iab이다. 항성계까지의 거리를 통해 주인별이 밝은 초거성임을 무리없이 추정할 수 있다. 다만 히파르코스 위성이 측정한 시차가 문제인데, 오차범위가 시차 값과 비슷하여 이로부터 추정한 거리는 355 파섹부터 4167 파섹까지 다양해진다. 이 모형의 주된 문제점은 동반천체의 속성에 있다. 쌍성 질량함수에 따르면 동반천체는 주인별에 맞먹는 질량을 지녀야 하므로 B형 주계열성 하나로는 너무 가볍다. 따라서 동반천체는 B형 주계열성 두 개가 서로 가까이 붙어 있는 쌍성계이거나 혹은 더 복잡한 구조의 계(系)일 것이다.
최근 시티즌 스카이 계획을 통해 유명해진 저질량 모형은 주인별이 태양 질량의 2~4 배에 점근거성가지 단계까지 진화한 상태라고 가정한다. 이 가정은 기존 천문학계의 관측값보다 낮은 거리 및 광도 추정치에 의존한 것이다. 주인별은 질량을 상당량 잃어버린 상태로 그 결과 주어진 질량에 비해 비정상적으로 크고 밝은 것으로 추정된다. 관측된 식 현상과 궤도 자료에 따르면 짝별은 분광형 B에 질량은 태양의 6배 정도인 평범한 주계열성일 것이며, 이 별 주위를 두꺼운 원반이 두르고 있고 우리는 그 원반을 옆에서 바라보는 상태라고 한다.
현재 두 구성원의 공전궤도는 잘 알려져 있는데 궤도는 지구를 향해 87도 이상 기울어져 있으며 주인별과 짝별은 대략 35 천문단위 떨어져 있다. 이는 태양과 해왕성 사이 거리보다 먼 값이다.(고질량 모형) 저질량 모형으로 추정한 둘 사이 거리는 약 18 천문단위이다.

### 눈에 보이는 구성원

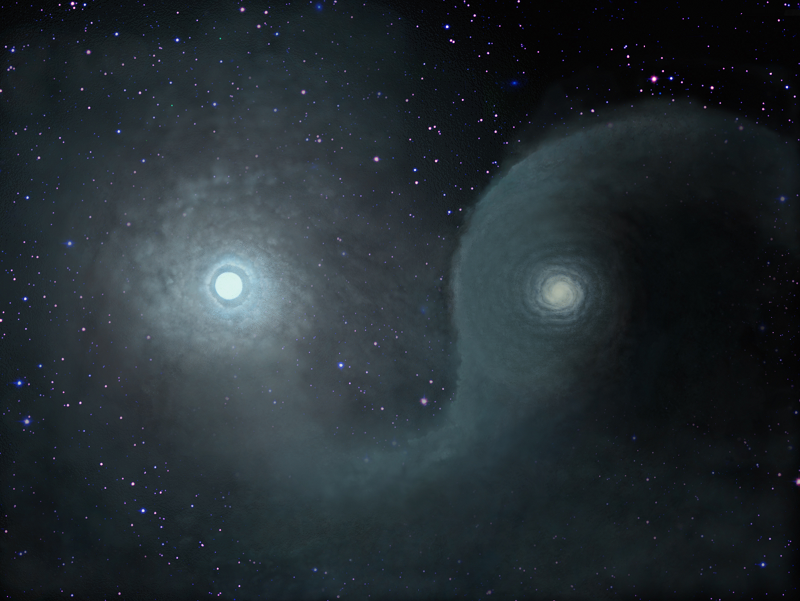
계를 위에서 바라본 상상도.(니코 카마르고 작품)

눈에 보이는 알마즈 또는 마차부자리 엡실론 A는 반규칙 변광성이자 후기 점근거성가지 단계를 거치고 있는 분광형 F0 항성이다. 이 F형 항성의 반지름은 태양의 약 143 ~ 358 배이며 광도는 3만 7875 배이다.(공신력 있는 정보원들도 반지름과 광도 자료 모두 편차가 크다.) 만약 이 별을 태양 자리에 놓는다면 수성은 확실히 먹혀 사라질 것이며 금성도 먹힐 가능성이 있다. 엡실론 같은 F형 항성은 흰색으로 빛나며 이온화 된 칼슘 흡수선이 강하게, 수소 흡수선이 약하게 나타나는 경향이 있다. 이 별은 분광형상으로 태양보다 상위에 속하므로 태양 비슷한 별들에 비해 더 뜨겁다. 엡실론 비슷한 F 분광형 별 중 대표적인 존재는 작은개자리의 알파별 프로키온이다.(보다 정확히 말하자면 프로키온 계 내 밝은 주인별이 F 분광형이다.)

### 식을 일으키는 구성원
식을 일으키는 구성원은 주인별에 비해 빛을 거의 발산하지 않으며 맨눈에 보이지 않으나, 천체의 중앙부에 가열된 영역이 발견된 바 있다. 이 천체는 분광형 B 주계열성과 이를 두른 먼지원반으로 널리 알려져 있다. 마차부자리 엡실론 전체에 대한 스펙트럼에너지분포 모형은 원반 중심별의 분광형을 B5 V로 가정할 때 가장 잘 들어맞는다. 주인별을 평범한 F형 초거성으로 가정하는 고질량 모형에서 공전궤도로부터 도출되는 짝별의 질량은 태양의 13 배 이상이 된다. 이 짝별은 B형 항성 두 개일 수 있고 질량 큰 단독성일 수도 있다. 반면 저질량 모형에서의 짝별 질량은 태양의 5.9 배이며 주인별 역시 고질량 모형에 비해 질량이 작아진다.
2010년 영국 세인트앤드루스 대학교 천문학자들은 엡실론 A 앞에 먼지 원반이 지나가는 모습을 찍는 데 성공했다. 연구진은 천체망원경 네 개를 사용하여 빛을 모아 허블우주망원경보다 140 배 정교한 품질의 사진을 얻을 수 있었다. 짝별에 둘린 원반의 지름은 3.8 천문단위에 두께는 0.475 천문단위이며 식을 일으키면서 주인별에서 나오는 빛의 70%를 막아 일부만 우리 눈에 보이게 한다. 이 원반은 550 켈빈 온도의 흑체처럼 복사 작용을 한다.

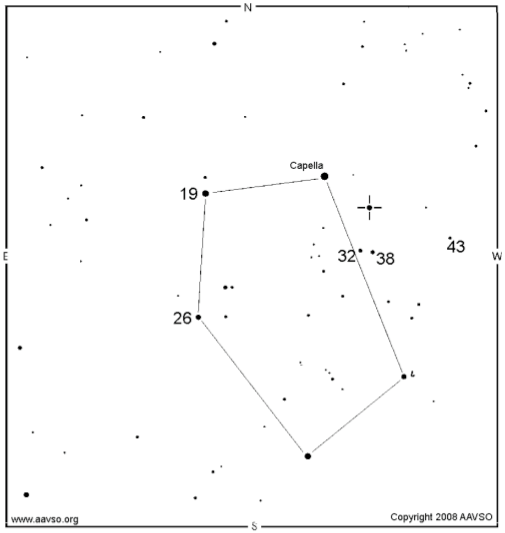
마차부자리 엡실론(+ 표시에 위치)의 변광성 차트. 숫자로 표기된 별들은 비교성(比較星)으로 숫자는 해당 별의 겉보기 등급이다.

## 관측
마차부자리 엡실론은 그 자체로도 밝은데다 근처의 알파별 카펠라와 가까이 있어 눈에 더 잘 띈다. 엡실론은 마차부자리의 '코'에 해당되는 이등변삼각형 중 위쪽 꼭짓점에 해당된다. 엡실론은 어느 정도 광공해가 존재하는 도심지에서도 보일 정도로 충분히 밝다.
안시 변광성 관측자들은 실시등급 값이 알려진 근처 항성들과 엡실론을 비교하여 엡실론의 밝기 추정치를 내는데, 여기에는 비교대상이 되는 두 별 밝기의 중간값을 내거나 밝기가 다른 별 여러 개와 엡실론의 밝기를 비교하는 방식을 사용한다. 여러 날에 걸쳐 관측을 반복하면 겉보기 등급의 변동을 보여주는 광도곡선을 얻을 수 있다. 실제로 여러 관측자가 수집한 안시 변광성의 밝기 자료는 통계학적으로 조합되어 보다 정확한 결과를 얻는 데 쓰인다.

## 시티즌 스카이
미국 국립과학재단은 2009 ~ 2011년 식(蝕)을 연구하는 시민과학 프로젝트에 3년 동안 투자할 수 있는 권한을 미국 변광성 관측자 협회에 부여했다. '시티즌 스카이'(Citizen Sky)로 명명된 이 프로젝트는 참가자들을 조직하고 훈련, 엡실론의 식 현상을 관측하고 항성계의 자료를 중앙 데이터베이스에 보고했다. 이와 함께 참가자들은 관측자료를 평가·분석하며 자신들이 세운 이론을 실험하고 연구결과를 논문으로 발표했다.